# Holding Out for a Hero
«Holding Out for a Hero» (с англ. — «Требую героя») — песня британской певицы Бонни Тайлер. Сначала прозвучала в фильме «Свободные» (1984), позже вошла в альбом Бонни Тайлер Secret Dreams and Forbidden Fire (1986). Также она прозвучала в фильме «Короткое замыкание 2» (1988).
Также по первым словам припева песню называют «I Need a Hero», то есть «Мне нужен герой», и просто «Hero».

## История
Песня звучала в кинофильме «Свободные» (1984). Автор сценария фильма Дин Питчфорд написал тексты к девяти песням из него, включая эту. Музыка к песням была написана несколькими разными композиторами и исполнялись песни тоже несколькими разными исполнителями. Музыку к этой написал Джим Стайнман, тогда и теперь известный как автор большинства хитов Мита Лоуфа. Исполнила же песню Бонни Тайлер.
В фильме молодой человек, которого играет Кевин Бейкон, переезжает в маленький провинциальный городок, где запрещено танцевать на публике. Песня «Мне нужен герой» звучит, когда Бейкон и его соперник гонят друг другу на встречу на тракторах на «кто струсит и первым свернёт». Бейкон выигрывает и становится «героем».
Дин Питчфорд рассказывал в интервью сайту Songfacts:
Мы решили пригласить спеть эту песню Бонни Тайлер, у которой на тот момент дела в карьере не особо хорошо шли. Я влюбился в Бонни Тайлер, потому что она спела «It’s a Heartache» и песня «Total Eclipse of the Heart», когда я её услышал, была большим хитом в Австралии, но в США ещё не прорвалась. Но когда мы пошли её [Бонни Тайлер] искать, никто на «Коламбии Рекордс» не знал, с кем она теперь подписала контракт и где она была. В итоге мы нашли следы её агента в Нэшвилле, так как в Соединённых Штатах с ней подписали контракт как с кантри-певицей, и в этот самый момент «It’s a Heartache» прорвалась [и в США]. Но для того, чтобы добраться до Бонни Тайлер и добиться, чтобы она что-нибудь для нас спела, я собирался работать с Джимом Стайнманом. Я уже знал творчество Джима Стайнмана по его периоду с Митом Лоуфом. Так что я сел и послушал много Джима Стайнмана. И я придумал текст: 'Where have all the good men gone and where are all the gods? Where’s the streetwise Hercules to fight the rising odds?' Я написал эти стихи с ухом, навострённым на поимку Джима Стайнмана, и это сработало. Он посмотрел на стихи и он сразу знал, что с ними делать, потому что они были до такой степени в стиле, который был ему знаком. И так в каждом случае я пытался написать стихи, которые были в стиле исполнителя, с которым я работал, или автора, с которым я должен был вместе писать.

## Список композиций и форматы
1984 7" single
1. «Holding Out for a Hero» — 4:22
2. «Faster Than the Speed of Night» — 4:40

1984 12" single
1. «Holding Out for a Hero» (Extended Remix) — 6:19
2. «Holding Out for a Hero» (Instrumental) — 5:15
3. «Faster Than the Speed of Night» — 4:40

1991 12"/CD single
1. «Holding Out for a Hero» — 4:41
2. «Faster Than the Speed of Night» — 4:40
3. «Total Eclipse of the Heart» — 6:49

## Чарты и сертификации
| Чарт (1984)                        | Высшая позиция |
| ---------------------------------- | -------------- |
| Австралия (Kent Music Report)      | 44             |
| Австрия (Ö3 Austria Top 40)        | 19             |
| Германия (GfK)                     | 19             |
| Италия (FIMI)                      | 30             |
| Новая Зеландия (Recorded Music NZ) | 33             |
| ЮАР (Springbok Radio)              | 23             |
| Швеция (Sverigetopplistan)         | 19             |
| Великобритания (OCC UK Singles)    | 96             |
| США (Billboard Hot 100)            | 34             |

| Чарт (1985)                     | Высшая позиция |
| ------------------------------- | -------------- |
| Ирландия (IRMA)                 | 1              |
| Великобритания (OCC UK Singles) | 2              |

| Чарт (1991)                     | Высшая позиция |
| ------------------------------- | -------------- |
| Великобритания (OCC UK Singles) | 69             |

| Чарт (2016)                     | Высшая позиция |
| ------------------------------- | -------------- |
| Польша (Polish Airplay Top 100) | 52             |

| Регион                                                                      | Сертификация | Продажи |
| --------------------------------------------------------------------------- | ------------ | ------- |
| Великобритания (BPI)                                                        | Платиновый   | 600 000 |
| Данные о продажах + прослушиваниях приведены только на основе сертификации. |              |         |